# Giordano d'Agliano

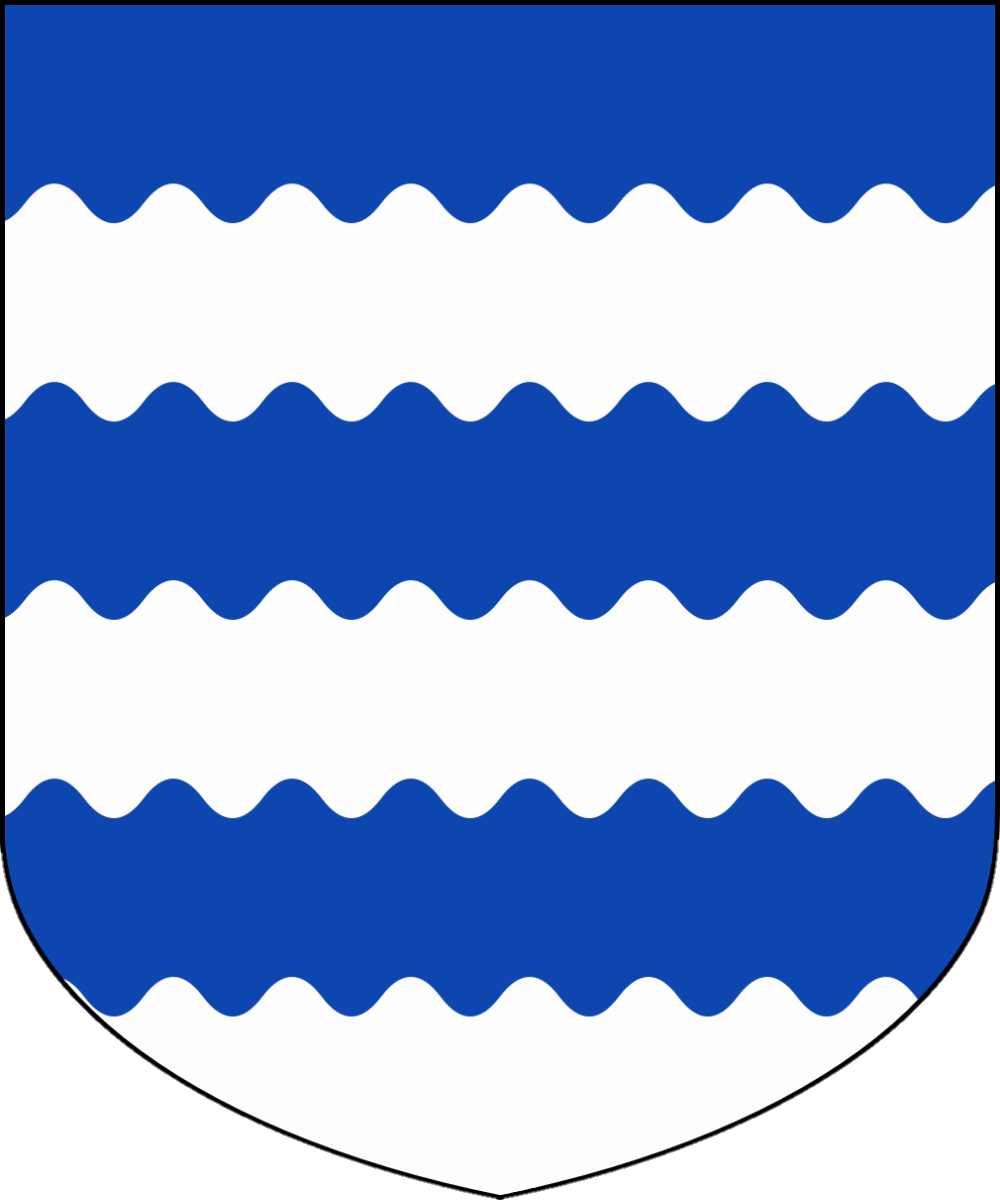
Stemma di Giordano d'Agliano

Giordano d'Agliano (Agliano Terme, ... – Aix-en-Provence, 1266) è stato un generale italiano, appartenente al casato piemontese dei Lancia di origine aleramica. Era cugino di primo grado di re Manfredi di Sicilia (figlio illegittimo di Federico II di Svevia e Bianca Lancia di Agliano).

## Biografia

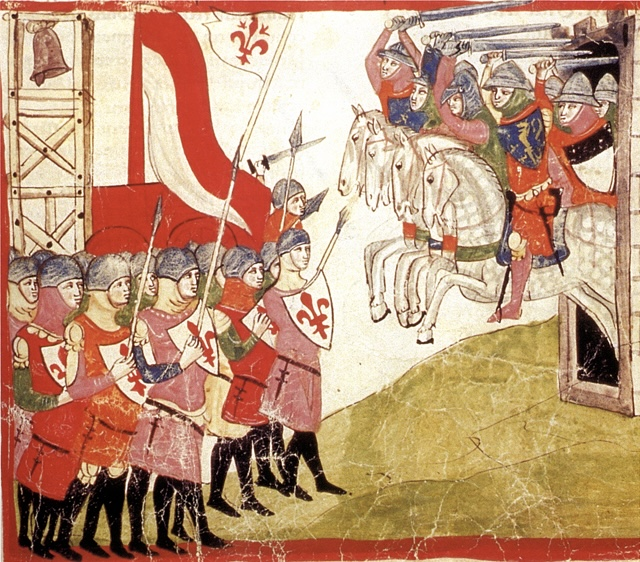
Battaglia di Montaperti

Intorno al 1258 ottenne la contea di San Severino (oggi Mercato San Severino in provincia di Salerno), tolta da Manfredi ai legittimi feudatari, in quanto a lui infedeli.
Nel dicembre 1259 fu inviato da Manfredi a Siena, in qualità di vicario regio in Tuscia, alla testa di un contingente di cavalieri tedeschi.
Nel 1260 prese di fatto il comando delle operazioni militari svolte dai senesi contro Firenze e contro i castelli ribelli al comune di Siena.
Fu il comandante generale dell'armata senese e ghibellina che il 4 settembre 1260 sconfisse i Fiorentini e i loro alleati Guelfi a Montaperti.
Nel 1261 fu eletto podestà di Siena e continuò a dirigere le operazioni militari dei Ghibellini in tutta la Toscana. Richiamato in Puglia da Manfredi, combatté contro lo Stato della Chiesa, giungendo fino a minacciare Roma.
Difese poi gli accessi al regno di Sicilia contro l'invasione delle truppe francesi di Carlo d'Angiò, dovendo però cedere il passo.
Ancora al fianco di re Manfredi nell'ultima battaglia di Benevento, nel 1266, fu catturato dagli angioini. Coperto di catene, gli toccò riconoscere tra i singhiozzi il cadavere di Manfredi.
Trascinato in prigionia ad Aix-en-Provence, finì i suoi giorni in una tetra prigione, pare dopo essere stato accecato e mutilato di una mano e di un piede per ordine di Carlo d'Angiò.